# (9884) Pribram
(9884) Pribram es un asteroide que forma parte del cinturón de asteroides y fue descubierto por Jana Tichá y Miloš Tichý el 12 de octubre de 1994 desde el Observatorio Kleť, cerca de České Budějovice, República Checa.

## Designación y nombre
Recibió inicialmente la designación de 1994 TN3.
El 7 de abril de 1959, en la ciudad de Příbram, en Bohemia Central, se produjo la primera detección fotográfica de la caída de un meteorito. El análisis de la trayectoria de la bola de fuego realizado por Z. Ceplecha permitió descubrir cuatro meteoritos.

## Características orbitales
Pribram orbita a una distancia media de 2,377 ua del Sol, pudiendo acercarse hasta 2,043 ua y alejarse hasta 2,712 ua. Tiene una inclinación orbital de 1,859 grados y una excentricidad de 0,141. Emplea 1338,95 días en completar una órbita alrededor del Sol.
Pertenece a la familia de asteroides de (20) Massalia.

## Características físicas
La magnitud absoluta de Příbram es 15,54. Tiene 4,686 km de diámetro y su albedo se estima en 0,046.